# 楊-高彗星
楊-高彗星（325P/Yang-Gao）是一顆週期彗星。
2009年6月15日，兩位中國業餘天文學家楊睿（浙江杭州）和高興（新疆烏魯木齊）在南山星明天文台用一台簡易的佳能350D數位相機和一隻10.7厘米f/2.8鏡頭發現彗星。
2018年9月8日，天文學家宣布先前歸因於X/1951 K1彗星的1951年5月28日觀測結果已被確定為楊-高彗星的回溯發現。